# Manuel Ocampo (kunstenaar)

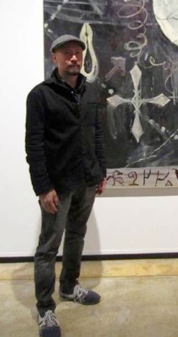
Manuel Ocampo

Manuel Ocampo (Quezon City, 20 februari 1965) is een Filipijns kunstschilder en conservator. Ocampo is internationaal een van de meeste bekende hedendaagse kunstenaars.

## Biografie
Manuel Ocampo studeerde van 1984 tot 1985 schone kunsten aan de University of the Philippines, waarna hij vertrok naar de Verenigde Staten om daar te studeren aan de California State University. Later emigreerde hij naar Sevilla in Spanje. In 2003 keerde hij terug naar de Filipijnen, waar hij zich in Manilla vestigde.
In Ocampo's werk uit jaren 80 en 90 maakte hij gebruik van een barokke iconografische stijl. In deze schilderijen bekritiseerde hij de houding van westerse landen ten opzichte van derde wereld-landen. Vanaf het jaar 2000 veranderde Ocampo van stijl. Zijn werk werd meer cartoon-achtig van uiterlijk.
Ocampo's werk was te zien op grote tentoonstellingen over de hele wereld, zoals de Documenta 1992,Biënnale van Berlijn in 2000, de Biënnale van Venetië in 1993 en 2001 en de Biënnale van Sevilla in 2004